# 第25裝甲師 (德國國防軍)
第25裝甲師是第二次世界大戰期間德國陸軍成立的裝甲師。

## 歷史

### 編成
1940年3月8日，德軍為了挪威戰役在柏林附近的措森成立了第40特殊任務戰車營，由第一次世界大戰的戰車指揮官恩斯特·沃克海姆（Ernst Volckheim）中校指揮。下轄有三個戰車連，由一號和二號戰車所組成，其任務是在挪威戰役中支援步兵作戰以迅速奪取重要目標。隨著戰役的結束，這個也就留在挪威成為佔領軍的一部份。在1940年7月及11月各有一次的整編。
自法國戰役結束後德軍就陸續利用擄獲而來的法軍戰車來成立新的戰車營。1942年1月8日成立了第214戰車營，下轄有三個戰車連都配備法國戰車。隨著戰爭的演變，新的裝甲師自蘇德戰爭後又陸續成立，在古德林及挪威佔領軍司令Adolf von Schell中將的努力下第25裝甲師於1942年2月25日於挪威成軍。成軍之初主要的基幹部隊為第214戰車營及奧斯陸步槍團（Schützen-Verband Oslo）等佔領軍的部隊，而這個新成立的師也在Adolf von Schell中將的指揮下利用擄獲的敵軍裝備訓練及整編。 
1942年11月25日，原本隸屬第18裝甲師的第18戰車團團部轉屬至第25裝甲師，並在12月4日改編為第9戰車團團部，第40特殊任務戰車營改編為該團的第二營，第214戰車營改編為該團的第一營。其餘的基幹部隊為第146和147裝甲擲彈兵團及第91裝甲砲兵團。

### 1943年
1943年庫爾斯克會戰失敗後，由於西線的裝甲部隊大多已開赴東線，因此該師便於1943年8月奉調至法國。然而第9戰車團第一營卻仍留在挪威並改編為挪威戰車營（Panzer-Abteilung Norwegen），與其它佔領軍又重組了一個旅級的挪威裝甲師（Panzer-Division Norwegen），這個師部則由衛城作戰退下來的第21裝甲旅旅部所改編。第25裝甲師到了法國接收了新的裝備，到了10月便奉派赴東線作戰。在古德林的回憶錄中曾經提及這個師在當時因為訓練不及仍不適合東線作戰，不過第25裝甲師仍被硬拉到戰場上。1943年11月該師呈報的戰力顯示第9戰車團只有一個營，總共有93輛四號戰車及8輛指揮戰車。由於缺少第一營，古德林特將新成立的第509重戰車營撥給該師指揮，總共有45輛虎式戰車。不過由於該師的訓練不足，經驗不夠，協調不好所以受到很大的損失。經過1943年冬至1944年春的激戰，第25裝甲師終於從前線退下來回到德國整補。不過由於優先順序的關係該師始終沒有收到完全的整補。

### 1944年秋的整編
1944年6月22日，白俄羅斯，紅軍發動夏季攻勢，德軍中央集團軍應聲倒地。1944年7月2日，東普魯士拉斯騰堡狼寨，在國防軍最高統帥部考慮中央集團軍的戰況時，希特勒表示在這種戰況之下小型、高機動性、快速及全裝甲的戰鬥群可迅速對敵軍的裝甲茅頭反擊，這將對戰況大有幫助。希特勒認為這種戰鬥群的適切組織包括了一個搭乘半履帶步兵裝甲車的裝甲化裝甲擲彈兵營，一個擁有30－40輛戰車實力的戰車群，一個戰防連及一些防空砲車。希特勒要求成立12個如上所述的戰鬥群並定位為旅級部隊。
1944年7月3日，在德國措森，陸軍總司令部提議可由目前正在整補的六個裝甲師（第6、9、11、19、25及116裝甲師）改編為12個上述的戰鬥群。這個提議自然不為裝甲兵總監古德林上將所同意，因為這違反了德國裝甲部隊以師及團為主的傳統。1944年7月11日陸軍總司令部命令利用原先在中央集團軍被擊潰各師殘部及後備部隊來作為新成立十個44年裝甲旅，並命名為第101至110裝甲旅。1944年7月21日，第25裝甲師第9戰車團唯一的一個戰車營被用來成立新的第2103及2104戰車營，作為第103及104裝甲旅的基幹部隊。

### 1944－1945年
同時該師也接受了挪威裝甲師的人員補充，而挪威裝甲師也被改編為挪威裝甲旅，仍駐守挪威。1944年8月5日該師被降編為第25裝甲師戰鬥群，當時該戰鬥群的全部戰車只有第87裝甲獵兵營中的14輛四號戰車，相當於一個戰車連的實力，1944年9月第25裝甲師戰鬥群參與鎮壓波蘭地下軍所發起的華沙起義。到了10月該戰鬥群的全部戰車只有15輛四號戰車及17輛四號驅逐戰車，相當於兩個戰車連的實力。到了11月該戰鬥群總算苦盡甘來，由於44年裝甲旅的表現不如預期，而現有的各裝甲師又亟需戰車補充，因此除了少數幾個裝甲旅之外其餘都被併入現有的各裝甲師而解編。1944年11月5日，第2104戰車營改編為第9戰車團第一營，1944年11月12日，第2111戰車營改編為該團第二營，第25裝甲師因此敗部復活，成為擁有完整戰車團編制的裝甲師。
經過1944年冬至1945年春的激戰，第9戰車團第二營由於戰況的需要於1945年1月20日轉屬至第103裝甲旅，使得第25裝甲師戰力銳減，在2月11日又被改編為第25裝甲師戰鬥群，隸屬中央集團軍，參與奧德河防務。此時該戰鬥群只有一個戰車營21輛四號戰車及10輛四號驅逐戰車，相當於三個戰車連的實力。於1945年3月初收到10輛四號戰車及10輛豹式戰車的整補。3月中該戰鬥群只剩11輛可供作戰的四號戰車，12輛可供作戰的四號驅逐戰車及3輛可供作戰的豹式戰車。1945年4月該戰鬥群轉屬至南方集團軍，最後該戰鬥群於1945年5月9日在特普利采的莫尔道（Moldau）向紅軍投降。

## 歷任師長
- 1942年2月25日，Johann Haarde中將
- 1943年1月1日，Adolf von Schell中將
- 1943年11月15日，Georg Jauer裝甲兵上將
- 1943年11月20日，Hans Tröger中將
- 1944年6月1日，Oswin Grolig少將
- 1944年8月18日，Oskar Audörsch少將